# Baeotis lamacus
Baeotis lamacus är en fjärilsart som beskrevs av Doubleday 1847. Baeotis lamacus ingår i släktet Baeotis och familjen Riodinidae. Inga underarter finns listade i Catalogue of Life.